# David Bernard Steinman

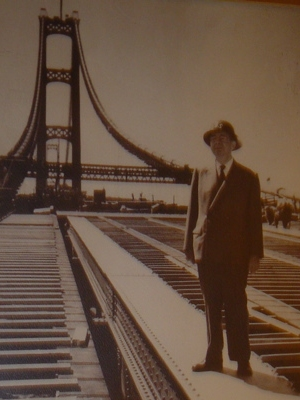
David Bernard Steinman na Moście Mackinac

David Bernard Steinman (ur. 1886, zm. 1960) – amerykański inżynier, budowniczy mostów. Projektował i budował mosty wiszące, między innymi Mackinac Bridge w Stanach Zjednoczonych czy most Hercilio Luz Bridge we Florianópolis w Brazylii. Był profesorem uniwersytetu w Idaho i City College w Nowym Jorku.

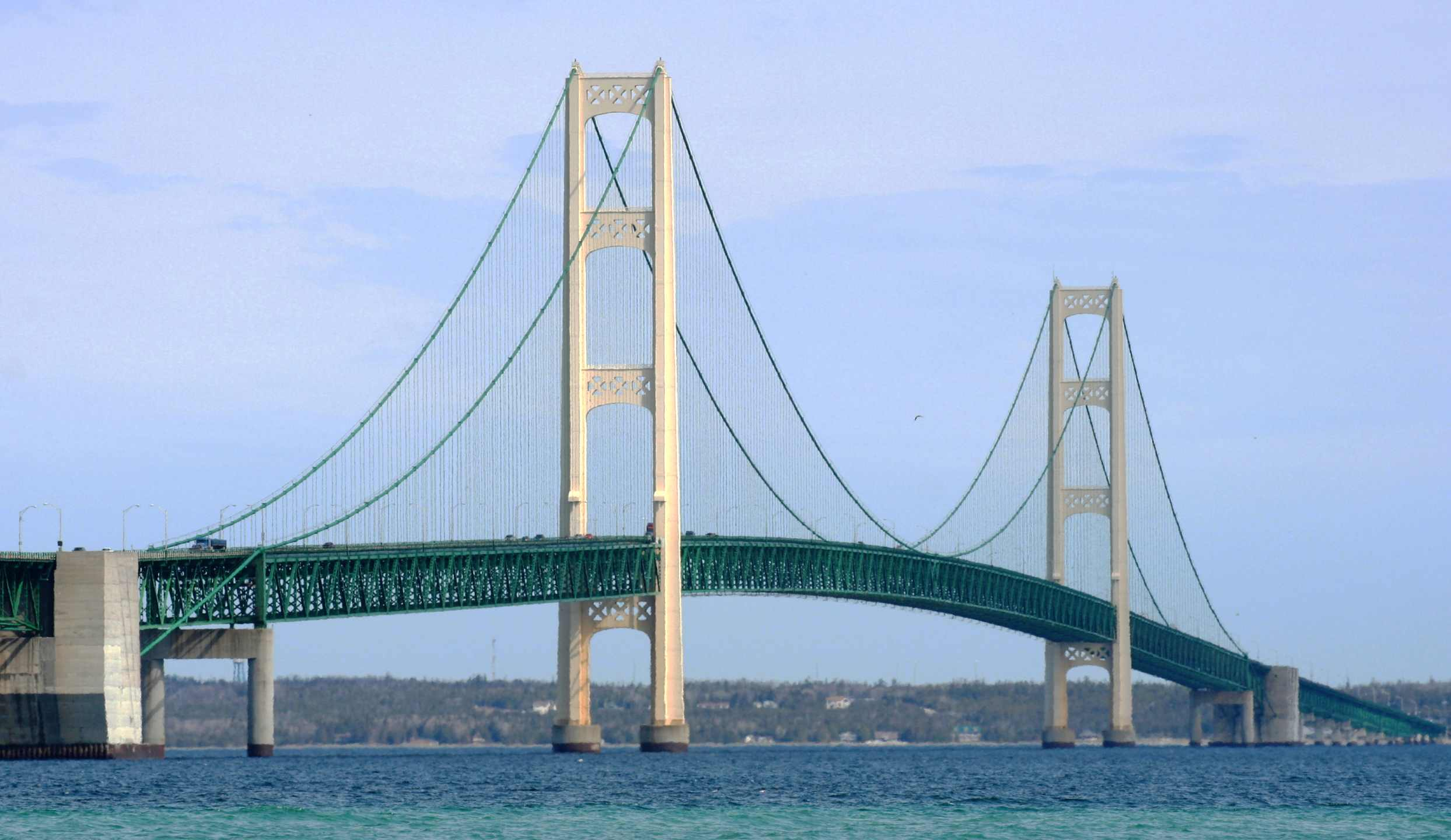
Mackinac Bridge